# Консьєрж

Консьєрж багатоквартирного будинку

Консьє́рж (фр. concierge) — працівник, наприклад, готелю чи багатоквартирного будинку, що приймає гостей і допомагає їм. Концепція застосовується в більш широкому сенсі до інших закладів гостинності, а також до персональних консьєржів, які виконують доручення приватних клієнтів.

## Історія
Термін консьєрж має французьке походження, де в основні обов'язки носіїв цієї професії спочатку входила охорона будинку (замка, помістя), а також підтримування її в належному стані.
В багатоквартирному житловому будинку квартира консьєржа знаходилась на першому поверсі, деякі вікна (а саме кухні) виходили на коридор, по якому люди заходили (виходили) в середину будинку.
У Російській імперії для назви цієї професії використовувались слова «брамник» (рос. привратник), «двірник».
В Україні слово «консьєрж» почало вживатися тільки в післярадянський період для позначення професій людей, які працюють в готелях або багатоквартирних житлових будинках і в обов'язки яких входить не тільки контроль за входом-виходом в приміщення, а й також надання жильцям певних послуг.

## Консьєрж в готелі
В обов'язки консьєржа готелю входить:
- чергування на ресепшині або на одному з поверхів готелю, де знаходяться номери класу «люкс»;
- прийом (поселення) клієнтів, видача та прийом ключів від номера;
- на прохання гостей замовляти квитки в оперу і театри, бронювати столики у ресторанах, займатися організацією переоформлення документів у посольстві, бронювання місць на літак чи потяг, виклик таксі, виклик у номер перекладача, лікаря, юриста чи нотаріуса, надання послуги кур'єра, екскурсовода, доставки речей в хімчистку, трансфер, організація ділових зустрічей та ін.;
- керувати службами допомоги постояльцям: носильщиками, швейцарами тощо;
- постійно збагачувати свою адресну книгу, щоб задовольнити будь-який попит.

## Консьєрж в житловому будинку

### Консьєрж повинен знати
- стандарти з екологічної та пожежної безпеки, правила безпечного користування засобами життєзабезпечення в місцях загального користування;
- організаційні вимоги щодо схоронності майна, розташованого у будинку, та службові інструкції, що встановлюють порядок нагляду за ним;
- місця розташування правоохоронних органів та спосіб встановлення зв'язку з ними;
- номери телефонів виклику таксі, швидкої допомоги, пожежної охорони, міліції, аварійної служби газу, охорони, диспетчерських житлово-експлуатаційних підприємств тощо, підстави термінового виклику;
- розташування технічних систем та засобів охоронного призначення: засобів охоронної, охоронно-пожежної та тривожної сигналізації, технічного захисту, контролю доступу та охоронного телебачення, засобів зв'язку, освітлення, протипожежного захисту, що знаходяться у під'їзді, і правила користування ними;
- основи кримінального та адміністративного законодавства про майнові правопорушення щодо майна власників, а також про адміністративну відповідальність за хибний виклик спеціальних служб, а також про кримінальну відповідальність за ненадання допомоги.

### Завдання та обов'язки консьєржа
- Стежить за схоронністю визначеного власником будинку у під'їзді за вказаним робочим місцем рухомого і нерухомого майна, що включене до відповідного переліку, та збереженням його цілісності та справності.
- Натискати на кнопку відкривання дверей
- Проводить відкрите візуальне спостереження за цим майном. У разі реальної загрози негативного безпосереднього впливу факторів кримінального, побутового або екологічного характеру вживає заходів щодо рятування майна: вмикає сигналізацію, блокує вхід і вихід, сповіщає консьєржів в інших під'їздах, відповідні компетентні служби.
- Стежить за наявністю, справністю та умовами безпечного побутового користування технічними системами та засобами життєзабезпечення: дверним обладнанням, ліфтовим господарством, сходовими огорожами, санітарно-технічним обладнанням, енергообліковою та освітлювальною апаратурою, системами екологічної безпеки та сповіщення, апаратурою зв'язку, засобами сміттєвидалення, розташованими у місцях загального користування. У разі виявлення пошкоджень, зіпсованості, спрацьованості або закінчення експлуатації цих систем та засобів терміново доповідає відповідним службам.
- Зберігає ключі від підсобних приміщень, горищ, підвалів, запасних виходів тощо, необхідність доступу до яких може виникнути при аварійних ситуаціях.
- зберігає довірені жителями ключі від квартир, а також, в окремих випадках, пошту для жильців.
- Стежить за санітарним станом вестибюля та місць загального користування у під'їзді будинку.
- Періодично перевіряє справність технічних систем та засобів охоронного призначення: технічних систем та засобів охоронної, охоронно-пожежної та тривожної сигналізації, технічного захисту, контролю доступу та охоронного телебачення, засобів зв'язку, освітлення, спостерігає за входом до під'їзду та виходу з нього громадян, дотриманням ними норм санітарії та гігієни у місцях загального користування під'їзду, зачиненням вхідних дверей під'їзду у нічний час.
- Повідомляє у разі наявності внутрішнього зв'язку мешканців за їхніми заявками про прибуття відвідувачів. Інформує відвідувачів про розташування квартир та службових приміщень на поверхах будинку.
- Приймає та передає об'єкт спостереження та ключі від приміщень по закінченні зміни згідно з інвентаризаційним описом матеріальних цінностей.

## Консьєржська служба в Україні
У різних країнах консьєржська діяльність має свої особливості. В Україні діяльність консьєржа можна розглядати як:
- Консьєрж в готелі;
- Консьєрж в багатоквартирному житловому будинку;
- Консьєрж-фірма;
- Консьєрж, як індивідуальна трудова діяльність.

### Консьєрж в готелі
У радянський період консьержська діяльність зводилась в основному до реєстрації поселення і виселення гостей та видачі-прийому ключів (тоді така професія називалась «адміністратор»).
В пострадянський період гостям готелю надаються консьєржські послуги в повному обсязі.

### Консьєрж в багатоквартирному житловому будинку
У радянський період такі працівники, як консьєрж житлового будинку, були відсутні.
У сучасних умовах наявність консьєржа в будинках характерно для більшості нових та елітних будинків. Для інших будинків характерна наявність домофона або тільки кодового замка (тобто забезпечується єдина функція — охорона).

### Консьєрж-фірма
В радянський період консьєржські послуги надавались в більшому чи меншому об'ємі державними службами, які називались «Бюро добрих послуг». В Києві такою організацією була фірма «Світанок».
Певний час консьєржські послуги не надавались в належному обсязі.

### Консьєрж, як індивідуальна трудова діяльність
В наш час присутні в інтернеті пропозиції скористатися консьєрж-послугами й від окремих осіб, які, скоріш за все, працюють без реєстрації в податковій інспекції. Такі пропозиції орієнтовані на користувачів, які хочуть разово скористатися певними послугами без бюрократичної тяганини, яка їх чекала б при звертанні до фірми, і по нижчих розцінках.

## Галерея фото на тему «Консьєрж»

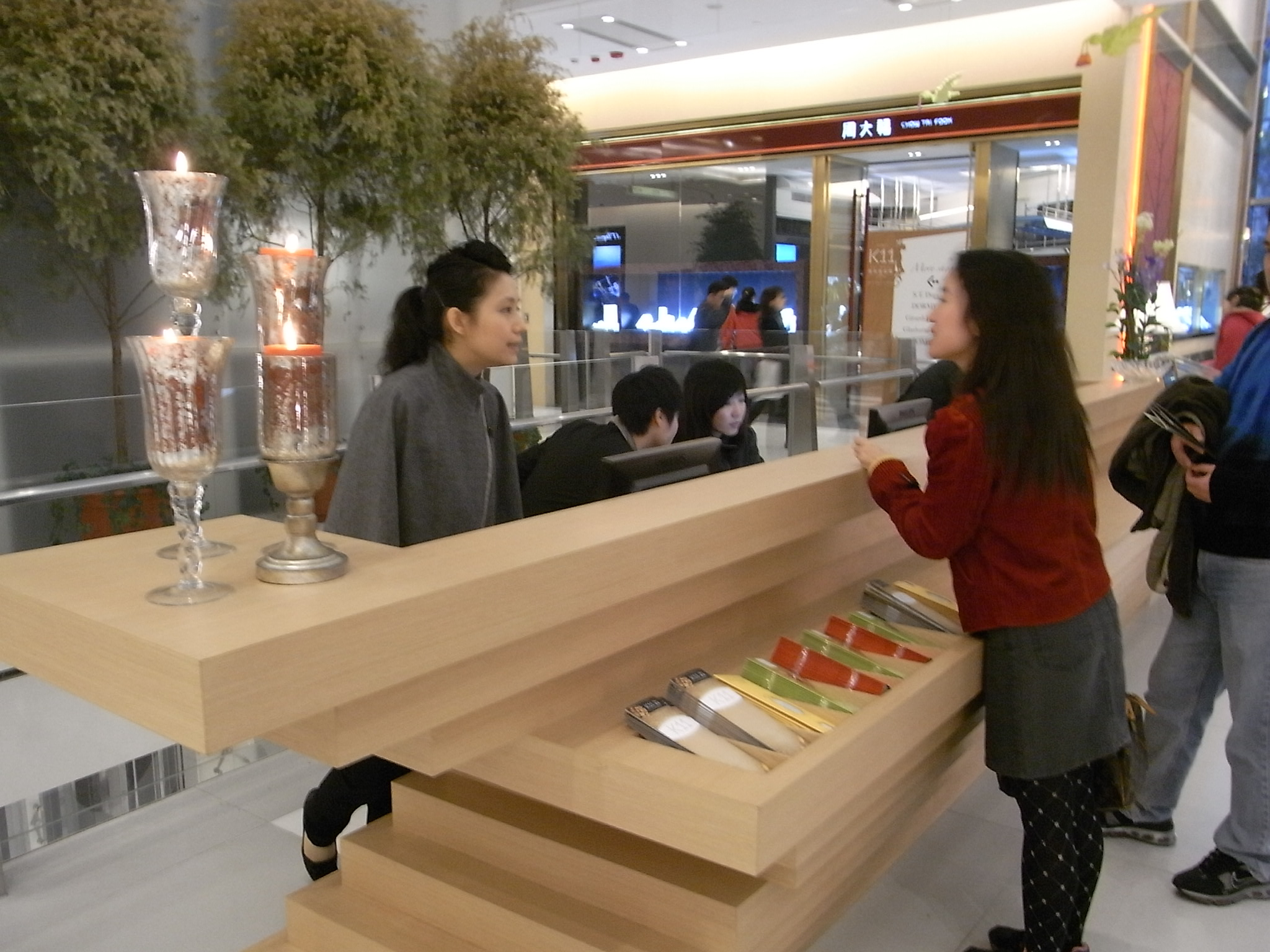
Консьєрж на робочому місці
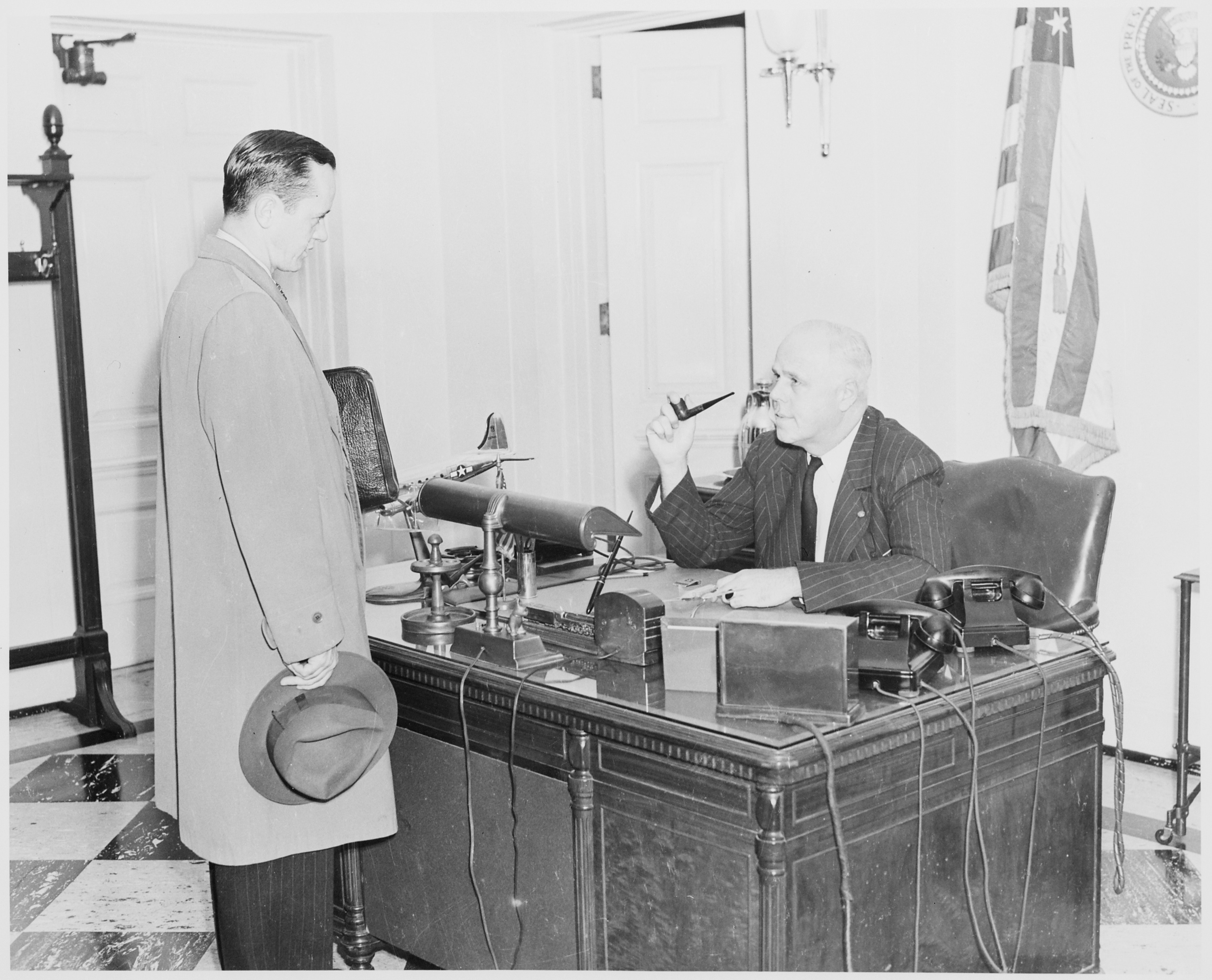
В готелі
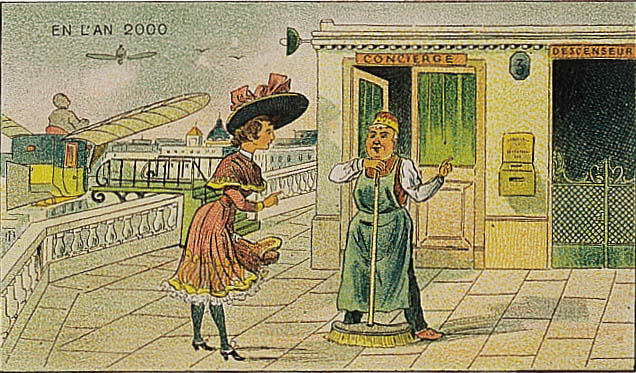
Консьєржка (Франція, IXX ст.)
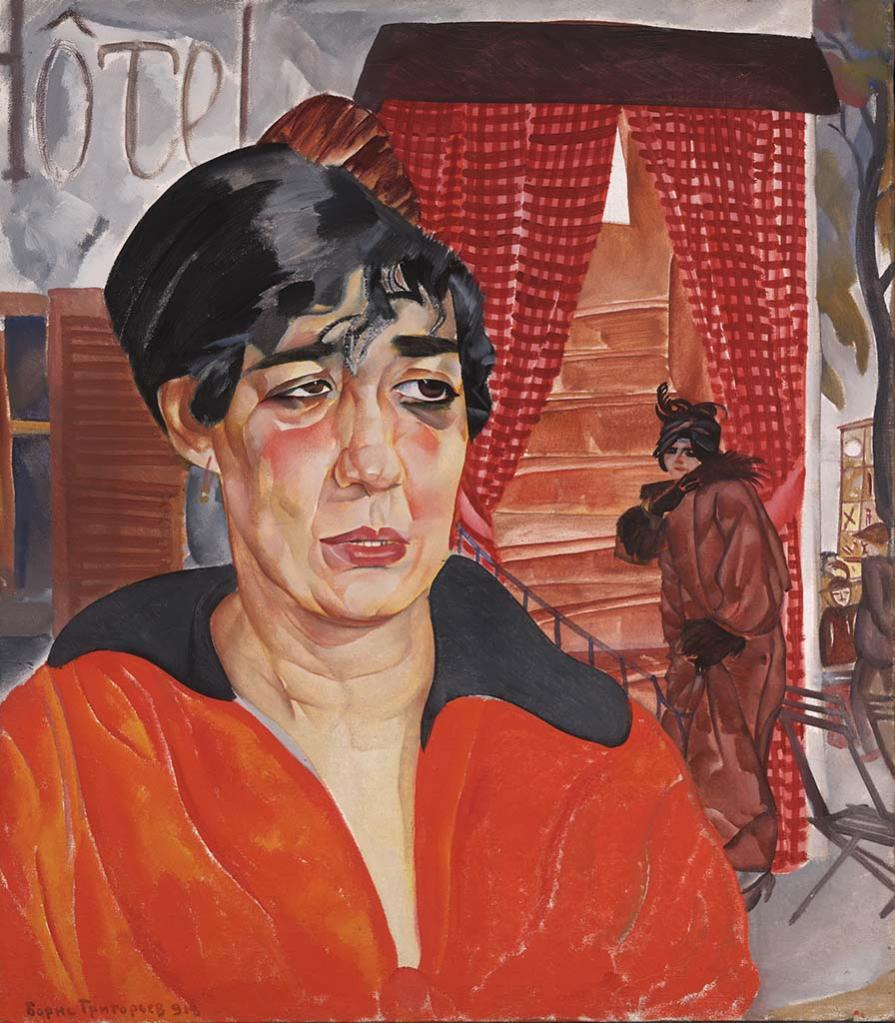
Французькая консьержка початку ХХ ст. (худ. Борис Григор'єв)
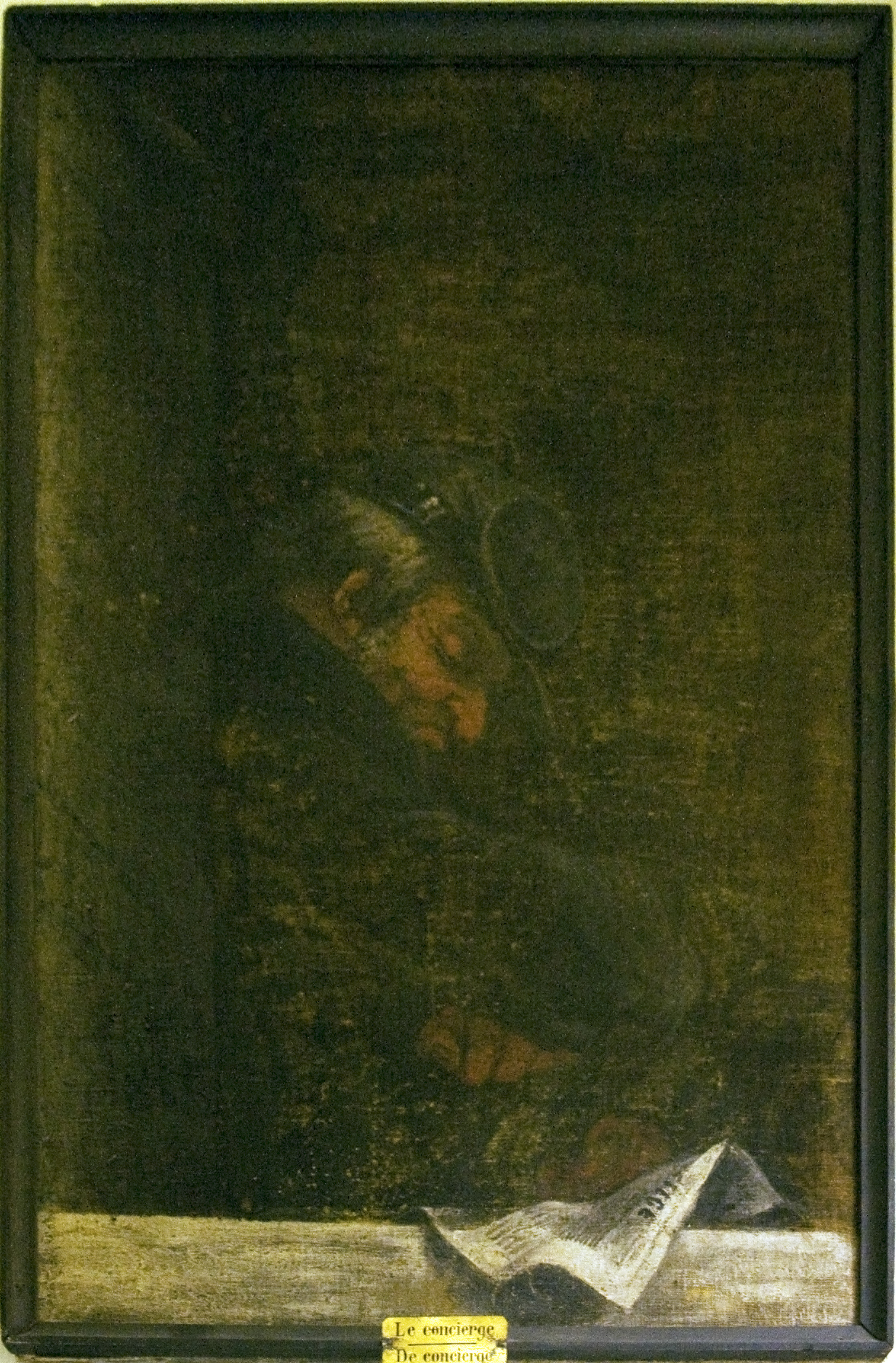
Консьєрж (замок Fougeraie, Бельгія)
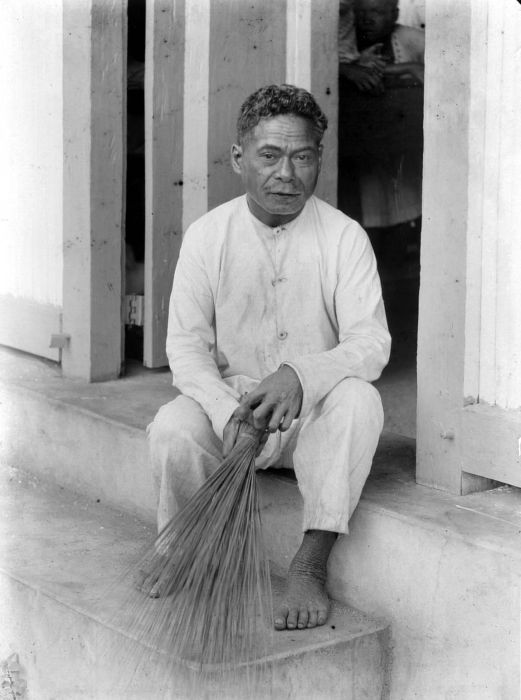
Консьєрж в місіонерській школі (Індонезія)